# Ki Tae-young

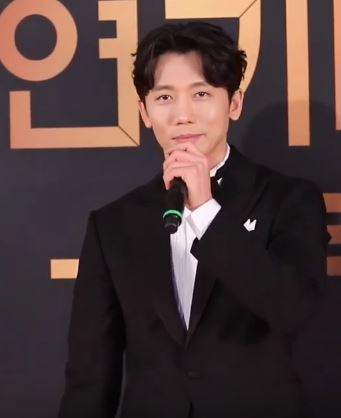
Ki Tae-young nel dicembre 2019

Ki Tae-young (Seul, 9 dicembre 1978) è un attore sudcoreano.

## Biografia
Nato a Seul il 9 dicembre 1978, intraprende la carriera di attore nel 1997, partecipando al film Oneul (2011) e a numerose serie televisive tra cui Byeollan myeoneuri (2015) e In-yeon mandeulgi (2009). Durante le riprese del drama, una serie televisiva romantica, l'attore si è realmente innamorato della co-protagonista Eugene, sposandola nel 2011.

## Filmografia parziale
- I binari del destino (트롤리?, TeurolliLR) – serie TV (2022-2023)